# Dusty… Definitely
| Оценки критиков               | Оценки критиков |
| Источник                      | Оценка          |
| ----------------------------- | --------------- |
| AllMusic                      | [ 1 ]           |
| Encyclopedia of Popular Music | [ 2 ]           |

Dusty… Definitely — четвёртый студийный альбом британской певицы Дасти Спрингфилд, выпущенный 22 ноября 1968 года на лейбле Philips Records.

## Список композиций
| №  | Название                                    | Автор(ы)                                       | Длительность |
| -- | ------------------------------------------- | ---------------------------------------------- | ------------ |
| 1. | «Ain’t No Sun Since You’ve Been Gone»       | Сильвия Мой, Норман Уилтфилд, Корнелиус Грант  | 2:48         |
| 2. | «Take Another Little Piece of My Heart»     | Берт Бернс, Джерри Раговой                     | 2:36         |
| 3. | «Another Night»                             | Берт Бакарак, Хэл Дэвис                        | 2:13         |
| 4. | «Mr Dream Merchant»                         | Джерри Росс, ларри Вайс                        | 3:04         |
| 5. | «I Can’t Give Back the Love I Feel for You» | Николас Эшфорд, Валери Симпсон, Брайан Холланд | 2:32         |
| 6. | «Love Power»                                | Тедди Ванн                                     | 2:10         |

| №  | Название                        | Автор(ы)                                | Длительность |
| -- | ------------------------------- | --------------------------------------- | ------------ |
| 1. | «This Girl’s in Love with You»  | Берт Бакарак, Хэл Дэвис                 | 3:42         |
| 2. | «I Only Wanna Laugh»            | Вильям Шэннон, Шэннон Шор               | 3:09         |
| 3. | «Who (Will Take My Place)?»     | Шарль Азнавур, Герберт Кретцмер         | 3:10         |
| 4. | «I Think It’s Gonna Rain Today» | Рэнди Ньюман                            | 3:18         |
| 5. | «Morning (Bom Dia)»             | Нана Саймми, Жилберту Жил, Норма Танега | 2:50         |
| 6. | «Second Time Around»            | Сэмми Кан, Джимми Ван Хьюсен            | 3:43         |

## Чарты
| Чарт (1968)                      | Высшая позиция |
| -------------------------------- | -------------- |
| Великобритания (UK Albums Chart) | 30             |